# アクセル・ドモン
アクセル・ドモン（Axel Domont、1990年8月7日 - ）は、フランス、ヴァランス出身の自転車競技（ロードレース）選手。2013年からAG2R・ラ・モンディアルに所属。

## 来歴
BMX・ムアー・ロマンに加入し、BMX競技を始める。10歳の時に、スプリンタークラブ・ド・ブール＝レ＝ヴァロンス（SCBLV）に加入し4年間在籍。その後、VS・ロマネ・ペアジョワ（VSRP）に移籍。2005年と2006年にノービスカテゴリー、2007年にジュニアカテゴリーでドローム県のシクロクロス王者になる。2008年にはツール・デュ・ヴァルロームイーのジュニア部門で優勝。翌年、フランスDN2カテゴリーチームのUC・オーブナに加入。
2010年、AG2R・ラ・モンディアルの下部育成チーム、シャンベリー・シクリズムフォーメーションに加入。2011年、ツール・デ・ペイ・ド・サヴォワにフランスナショナルチームとして出場し総合8位。その他にもピッコロ・ジロ・ディ・ロンバルディアで2位、ジロ・デル・フリウリ＝ヴェネツィア・ジュリアで総合3位、ロンド・ド・リザールで総合8位、U23ヨーロッパ選手権ロードレースで9位と着実に結果を出す。8月からはAG2R・ラ・モンディアルのトレーニーに選ばれた。2012年、グランプリ・ド・ビュクセロールやトスカーナ・テッラ・ディ・チクリズモ第5ステージなどで優勝。アヌマッス～ベルガルド～アヌマッスで2位、ロンド・ド・リザールでは総合7位に入った。

### AG2R時代（2013年-）
2013年、AG2R・ラ・モンディアルに昇格し、プロデビュー。2014年、シルキュイ・ド・ラ・サルト第5ステージで逃げの5名の中から、残り1kmでアタックし逃げ切り、プロ初勝利。しかし5日後、パリ〜カマンベールで落車し中手骨を骨折。8月のシャトールー・クラシック・ド・ランドルでも落車し、骨盤と鎖骨を骨折、足首を捻挫しシーズンを終了した。
2015年、ツアー・ダウンアンダーでレースに復帰。しかし3月のル・サミンで落車し、人生で5度目の鎖骨骨折、橈骨も骨折してしまう。

## 主な戦績
- 2008年
  - ツール・デュ・ヴァルロームイー　総合優勝
    - 区間優勝（第2ステージ）
- 2011年
  - ピッコロ・ジロ・ディ・ロンバルディア　2位
  - ジロ・デル・フリウリ＝ヴェネツィア・ジュリア　総合3位
  - ツール・デ・ペイ・ド・サヴォワ　総合8位
  - ロンド・ド・リザール　総合8位
  - ヨーロッパ選手権　U23　ロードレース　9位
- 2012年
  - スカーナ・テッラ・ディ・チクリズモ　総合5位
    - 区間優勝（第5ステージ）

  - ロンド・ド・リザール　総合7位
- 2014年
  - シルキュイ・ド・ラ・サルト　区間優勝（第5ステージ）
  - ツール・デュ・リムザン
    -  山岳賞
    -  ポイント賞

  -  ルート・デュ・スュド　スプリント賞

### グランツール

#### ジロ・デ・イタリア
- 2014年：総合58位
- 2015年：総合75位
- 2016年：総合50位

#### ツール・ド・フランス
- 2017年：総合68位

#### ブエルタ・ア・エスパーニャ
- 2016年：総合48位
- 2017年：リタイア（第14ステージ未出走）